# Zearaja nasuta
Zearaja nasuta és una espècie de peix de la família dels raids i de l'ordre dels raïformes.

## Morfologia
- Els mascles poden assolir 118 cm de longitud total.
- La zona ventral és de color blanc.[2][3]

## Reproducció
És ovípar i les femelles ponen càpsules d'ous, les quals presenten com unes banyes a la closca i fan 10,2-12,7 cm de llarg i 6,3-8,3 cm d'ample.

## Alimentació
Menja peixos, mol·luscs, crancs i cucs.

## Hàbitat
És un peix marí, de clima temperat i demersal que viu entre 10-1.500 m de fondària.

## Distribució geogràfica
Es troba a l'oceà Pacífic sud-occidental: és un endemisme de Nova Zelanda.

## Longevitat
Pot arribar a viure fins als 9 anys.

## Observacions
És inofensiu per als humans.